# Medauroidea polita
Medauroidea polita är en insektsart som först beskrevs av Chen, S.C. och Yun He He 1997.  Medauroidea polita ingår i släktet Medauroidea och familjen Phasmatidae. Inga underarter finns listade i Catalogue of Life.